# SD Gundam World: Gachapon Senshi 4 - New Type Story
SD Gundam World: Gachapon Senshi 4 - New Type Story (SDガンダム ガチャポン戦士４ ニュータイプストーリー) est un jeu vidéo de stratégie développé par Bandai, et édité par Yutaka en décembre 1991 sur Nintendo Entertainment System. C'est une adaptation en jeu vidéo de la série basée sur l'anime Mobile Suit Gundam et notamment Super Deformed Gundam. C'est le quatrième opus d'une série de cinq jeux vidéo,.

## Accueil
- Famitsu : 26/40 (NES)[3]

## Série
1. SD Gundam World: Gachapon Senshi - Scramble Wars : 1987, Famicom Disk System
1.5.  SD Gundam World: Gachapon Senshi - Scramble Wars - Map Collection : 1989, Famicom Disk System
2. SD Gundam World: Gachapon Senshi 2 - Capsule Senki : 1989, NES
3. SD Gundam World: Gachapon Senshi 3 - Eiyuu Senki : 1990, NES
4. SD Gundam World: Gachapon Senshi 4 - New Type Story
5. SD Gundam World: Gachapon Senshi 5 - Battle of Universal Century : 1992, NES